# 고준형
고준형(高準瑩,1983년 3월 30일 ~ )은 서울시청 탁구단 소속의 대한민국 남자 탁구 선수이다.